# Bleu horizon

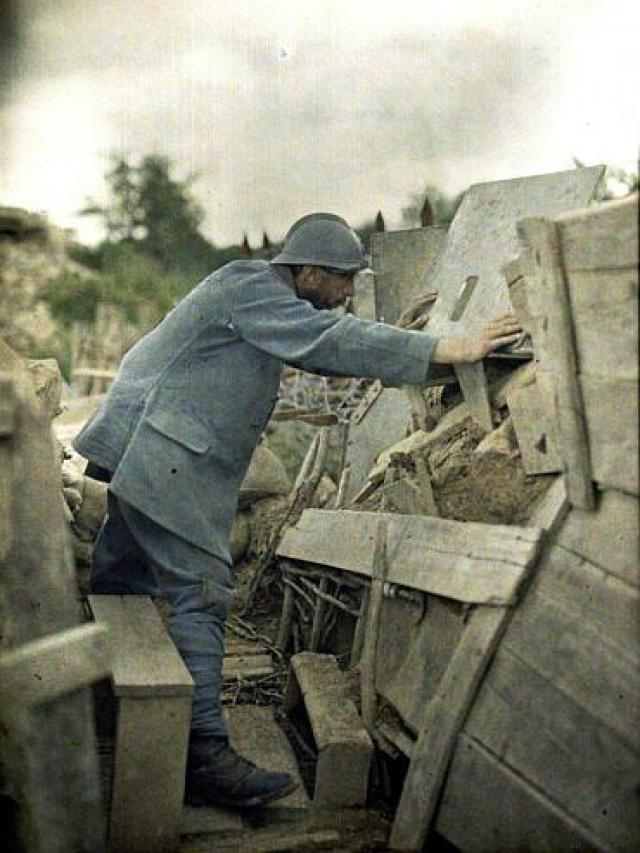
Paul Castelnau, Soldat en tenue bleu horizon pendant la Grande Guerre, photographie autochrome, 1917.

Le bleu horizon est un nom de couleur qui fait référence à la couleur indéfinissable qui sépare le ciel de la terre. Il est principalement utilisé pour désigner la couleur des uniformes bleu-gris des troupes métropolitaines françaises de 1915 à 1921. Il a également servi d’emblème à des groupes politiques se réclamant de l'armée de la Grande Guerre, ainsi que dans la mode féminine.

## Historique

### Premiers emplois
L'expression « bleu horizon » est attestée dans la mode féminine française en 1884.
L'expression « couleur d'horizon » se trouve dans des descriptions diverses à partir de 1895. En 1899, le Journal des débats indique, à propos de canots à moteur destinés à l'administration du bagne de Cayenne qu'ils sont « peints en couleur d'horizon pour se dissimuler plus facilement ».
Le Répertoire de Couleurs de la Société des chrysanthémistes publié en 1905, donne quatre tons d'un Bleu d'horizon, « couleur rappelant le bleu du ciel à l'horizon », synonyme de « Bleu de cobalt imitation ».

### L'uniforme bleu horizon
La couleur de l'uniforme de l'infanterie française se désigne comme « bleu horizon » en trois temps :
1. Les premiers ordres de la fin 1914 désignent un nouveau drap d'uniforme comme « bleu clair »[5].
2. Dès la fin 1914, la presse emploi le terme "Bleu Horizon" pour qualifier la couleur des nouveaux uniformes. Ainsi cet extrait d'un article du journal Le Midi socialiste datant du 26 novembre 1914 : "la teinte du nouvel uniforme se confond avec l’horizon, d’où le surnom de « bleu horizon » qu’on commence à lui donner."[6] Cependant, c'est début 1915 que l'expression se généralise[7]. Ainsi, le 16 janvier 1915, un article de L'Illustration désigne la couleur de la tenue des soldats comme « couleur d'horizon »[8]. Le 26, Le Matin assimile cette couleur au « bleu horizon »[9]. En février, le journal Le Temps compare les tenues ancienne et nouvelle : « On voit le drap foncé des capotes anciennes voisiner avec l'azur clair de la nouvelle tenue « couleur d'horizon »[10] ». En septembre, l'expression « bleu horizon » est parfaitement courante. Toutefois, elle ne sera jamais réglementée[11].
3. L'expression finit par se trouver dans les descriptions officielles de l'armée[12]. L'emploi de « drap bleu horizon » au lieu de « bleu clair » s'explique notamment par le fait que cette expression possède un caractère national et semble faire écho à la ligne bleue des Vosges[13]. Cette confusion demeure une facilité de langage ; les règlements continueront à dénommer le drap d'uniforme « drap bleu clair » jusqu'en 1921 et au-delà[14].

#### Les essais d'avant-guerre
En 1914, l'Armée française est équipée de capotes de couleur dite « gris de fer bleuté » et de pantalons et képis rouge garance. Au début du XXe siècle, la guerre des Boers avait attiré l'attention des états-majors des grandes nations sur la nécessité de réformer l'habillement militaire. Une étude produite en 1892 avait estimé qu'il était plus difficile de tirer sur une cible gris-bleu que sur du rouge et bleu. Entre 1903 et 1914, l'Armée française essaye plusieurs nouvelles tenues de couleurs peu voyantes : en 1902 la tenue gris-bleu dite « Boërs », en 1906 la beige-bleu, en 1911 la tenue réséda.
Toutes ces tentatives de réformes échouent du fait de l'opposition de l'opinion publique. Le commandement français choisit finalement le bleu-gris en novembre 1912 sur décision de principe d'Alexandre Millerand. Le 26 mai 1914 le Conseil supérieur de la guerre vote l’adoption d'un drap dit « tricolore » obtenu par un mélange de fibres de laines bleues, blanches et rouges. La loi du 18 juillet 1914 prévoit le remplacement des uniformes par d'autres, dont toutes les pièces seront intégralement confectionnés dans un nouveau drap de cette couleur.
«  Pourquoi la couleur bleue ? Elle était déjà adoptée sur le principe, d’après une décision prise par le ministre à la suite de la réunion du 26 mai 1914 du Conseil supérieur de la Guerre. Le bleu avait été jugé la seule couleur pouvant être utilement choisie, attendu que toutes les autres nuances, et parmi elles les teintes neutres, avaient été mises en service dans les armées étrangères.  »
— Intendant-Général Defait (1921)

#### Août 1914
Le 2 août 1914, jour de la mobilisation générale, le ministère de la Guerre adopte le principe d'adoption d'un drap bleu unique pour la confection de l'ensemble des uniformes. Le 8 août, l'intendant-général Defait, directeur de l'Intendance du ministère de la Guerre, renonce à l'adoption du drap tricolore sur les conseils de M. Balsan, drapier à Châteauroux. Deux facteurs s’opposaient à l'adoption du drap tricolore : le manque d'alizarine, la teinture de garance synthétique fabriquée en Allemagne, entre autres, par la BASF, et la difficulté de mise en œuvre du drap tricolore par l'ensemble des fabricants français de drap dont la production uniforme était difficile à organiser en pleine guerre. Le 14 août 1914, le ministère demande par téléphone à la société Balsan d’établir des échantillons de nouveaux draps dans différents tons de bleus compris entre les teintes réglementaires « gris de fer bleuté » et « bleu de ciel ». Maurice Allain, le directeur de la production de la manufacture, propose notamment un drap reprenant les procédés de teintures des fibres de laine du drap « gris de fer bleuté » destiné aux capotes d'avant guerre. Ainsi les drapiers ne perdront pas les fibres de laine déjà teintes pour cet usage et le savoir-faire des teinturiers sera maintenu. Le matin du 16 août 1914, le directeur administratif de la draperie de Châteauroux, Roger de La Selle apporte à Paris les échantillons au ministère de la Guerre. Dans la journée, l'intendant-général Defait soumet les échantillons de drap à Adolphe Messimy dans son cabinet et sélectionne personnellement un drap gris de fer bleuté éclairé de fibres bleu clair et de fibres blanches. Le lendemain, 17 août 1914, ce drap est officiellement adopté pour l'ensemble des uniformes de l'Armée française.

#### Le drap Bleu Horizon en 1914-1918
Les premières livraisons d'uniformes de cette couleur arrivent en corps de troupe fin septembre 1914. Il faut encore environ un an avant que toute l'armée française en soit équipée. Cette période est appelée la crise de l'habillement[source insuffisante].
Le drap est composé de laine blanche (35 %) et de laine teinte en bleu-indigo (15 %) de laine bleu foncé, (50 %) de laine bleu clair.
La  commission de l’armée de la Chambre des Députés interroge Alexandre Millerand le 5 février 1915 sur la mise en service du drap bleu horizon. A cette occasion, la visibilité du drap est remise en question pour la première fois de façon officielle. D'autre part, face à la défectuosité de teintes des premiers draps conçus dans l'urgence de la fin septembre et octobre 1914,  le général Joffre préconise la remise en essais du drap tricolore. Ainsi, en 1915-1916 des tenues dans ce drap furent à nouveau essayées en pleine guerre : sans résultat.
Début 1917, le gouvernement français découvre que l'armée allemande avait développé des moyens de repérages optiques permettant de faire ressortir le bleu horizon lors de ses observations. Afin de remédier à cet inconvénient, un nouveau drap de laine dit « Gris Canon » fut mis en essai à partir de 1917 jusqu'en 1921. Il était destiné à remplacer le bleu horizon (reconnu trop visible). Ce projet bénéficiait du soutien actif de Georges Clemenceau, alors ministre de la Guerre et  président du Conseil.

### Après la Grande Guerre
Le bleu horizon devient rapidement le symbole du poilu de la Première Guerre mondiale. Après le conflit, il symbolise les anciens combattants et le nationalisme intransigeant de la Chambre bleu horizon composée, en 1919, de conservateurs soucieux de « faire payer l'Allemagne »[réf. souhaitée].
Les troupes métropolitaines françaises adoptent le drap kaki, dit « kaki américain », par vote du Conseil supérieur de la guerre le 6 novembre 1921. Le Conseil ayant cependant décidé d'écouler les énormes stocks existants de drap bleu horizon, les troupes métropolitaines françaises continuent d'être habillées dans cette teinte pendant l'entre-deux-guerres. Il faut attendre le 16 octobre 1935, pour que la décision soit prise de distribuer des effets en drap kaki. Cette distribution n'étant pas tout à fait achevée au début de la Seconde Guerre mondiale, certaines troupes de l’arrière sont encore équipées d'uniformes en drap bleu horizon pendant la bataille de France.
Au XXIe siècle, l'expression « bleu horizon » se retrouve dans la mode et la littérature, avec son caractère descriptif d'avant la Grande Guerre, pour désigner des ensembles de tissus bleu-gris clair, ou des couleurs d'yeux.
À l'issue de la création de l’École militaire des aspirants de Coëtquidan (EMAC) le 1er février 2021, un drap de couleur dit « bleu horizon » est choisi pour la tenue de tradition de ses élèves en hommage à la tenue des officiers de réserve mobilisés lors de la Première Guerre mondiale.